# ماريا إدواردو
ماريا إدواردو مواليد 17 سبتمبر 1973، هي لاعبة كرة يد أنغولية معتزلة. مثلت منتخب أنغولا لكرة اليد للسيدات. شاركت في دورة الألعاب الأولمبية الصيفية سنة 1996.

## سجل المنافسة
شاركت في البطولات التالية:
- الألعاب الأولمبية الصيفية 1996
- الألعاب الأولمبية الصيفية 2008

## روابط خارجية
- ماريا إدواردو على موقع أوليمبيديا (الإنجليزية)